# Ogoudou
Ogoudou est une localité du sud de la Côte d'Ivoire et appartenant au département de Divo, Région du Sud-Bandama. La localité de Ogoudou est un chef-lieu de commune.

## Gboa Kouamé Jacques fut le premier chef canton de la localité d'ogoudou et le chef du canton Garo en 2000 et décède en 2007 au CHR de Divo par un complot d'assassinat, alors qu'il attendait quitter son domicile le lendemain matin pour récupérer sa voiture offerte par le président Laurent Gbagbo. Né
le 01/01/1956 à Ahouanou son village natal, il fut planteur, menuisier, maçon, promoteur, entrepreneur et chef canton du canton Garo.
2
Laissant derrière lui 08 enfants dont l'ainé; Kouamé Boni Didier, Kouamé kakou Judicaël, soukoué Ando charlotte, Kouamé  Akeupeu Isaac, Soukoué Amenan Batcheba, Gboa Kouamé Etienne, Soukoué Kacou Ambroise, Soukoué Lahi Getro, Soukoué Soukoué Malachie.

## Fils d'un paysan
1. ↑  (fr) Décret n° 2005-314 du 6 octobre 2005 portant création de cinq cent vingt (520) communes.